# Нижняя Матрёнка (Новосибирская область)
Нижняя Матрёнка — посёлок (село) в Маслянинском районе Новосибирской области. Входит в состав Дубровского сельсовета.

## География
Площадь посёлка — 34 гектара.

## Население
| 2002 | 2007 | 2010 |
| ---- | ---- | ---- |
| 254  | ↘215 | ↘183 |

## Инфраструктура
В посёлке по данным на 2007 год отсутствует социальная инфраструктура.